# Észak-Írország címere

Észak-Írország kormányának címere

Észak-Írországnak jelenleg nincs hivatalos nemzeti címere, mivel az Egyesült Királyság részeként nincs külön címerük, mint Skóciának vagy Angliának. Korábban, 1924 és 1972 között, Észak-Írországnak létezett egy hivatalos címere, amely egy vörös kéz (az "Ulster Red Hand") jelképpel és egy arany korona tetején található fehér pajzsból állt. A vörös kéz Ulster ősi szimbóluma, míg a korona az Egyesült Királysághoz való hűséget jelképezte.
A hivatalos címer megszűnése óta a nem hivatalos "Ulster Banner" vagy "Red Hand Flag" is gyakran használt, amely a brit unionista közösséghez kötődik. Emellett az Ír-szigeten észak-írek esetében az Egyesült Királyság címere is használatos, amikor brit állampolgárokról van szó.